# 馬來西亞之聲
马来西亚之声英語譯名：，VOM隶属于马来西亚外交部，使用英语、阿拉伯语、马来语、印尼语、他加禄语和华语播出节目，目前已停播。

## 概况
马来西亚之声从1963年2月15日开始，首次以英语，华语和印度尼西亚语向海外广播。之后陆续增加了泰国语，阿拉伯语，他加禄语，马来语，缅甸语，同时也用英语和阿拉伯语播出伊斯兰之声节目。

2011年8月31日，马来西亚之声的华语广播停止在短波上的播音，节目改为在网络上播出。

由于政策上的改变，马来西亚广播已于2011年12月1日起停播。